# Rakitna (Bułgaria)
Rakitna (bułg. Ракитна) – wieś w południowo-zachodniej Bułgarii, w obwodzie Błagojewgrad, w gminie Simitli. Według danych Narodowego Instytutu Statystycznego, 31 grudnia 2011 roku wieś liczyła 131 mieszkańców.